# Moḩammadeh
Moḩammadeh (persiska: مُحَمَّدِه, مَحمَرَ, محمّده) är en ort i Iran.   Den ligger i provinsen Kurdistan, i den nordvästra delen av landet, 500 km väster om huvudstaden Teheran. Moḩammadeh ligger 1 489 meter över havet och antalet invånare är 213.
Terrängen runt Moḩammadeh är kuperad. Runt Moḩammadeh är det ganska tätbefolkat, med 60 invånare per kvadratkilometer. Närmaste större samhälle är Marivan, 7,9 km söder om Moḩammadeh. Trakten runt Moḩammadeh består i huvudsak av gräsmarker.